# Forster-Decker-Reaktion
Die Forster-Decker-Reaktion ist eine Reaktion aus dem Bereich der Organischen Chemie. Sie wird auch als „Forster-Reaktion“ bezeichnet. Es handelt sich dabei um die Darstellung sekundärer Amine aus primären Aminen. Die Reaktion wurde 1899 von dem britischen Chemiker Martin Onslow Forster (1872–1945) erstmals beschrieben und später von dem deutschen Chemiker Hermann Decker (1869–1939)  weiterentwickelt.

## Übersichtsreaktion
Die Forster-Decker-Reaktion beschreibt die Synthese von sekundären Aminen durch Amin-Alkylierung. Diese können durch Umsetzung eines primären Amins mit einem aromatischen Aldehyd und einem Halogenalkyl dargestellt werden.
Mit Hilfe dieser Reaktion werden somit sekundäre Amine aus primären Aminen synthetisiert.

Synthese sekundärer Amine aus primären Aminen; R^{1}, R^{2}= Alkylgruppe, Arylgruppe

Ein primäres Amin (links) reagiert mit einem aromatischen Aldehyd (Benzaldehyd) und einem Halogenalkyl zu einem sekundären Amin (rechts).

## Reaktionsmechanismus
Im ersten Reaktionsschritt bildet sich unter Wasserabspaltung aus ein Imin, auch Schiffsche Base genannt. Die Alkylierung der Schiffschen Base funktioniert bei  aliphatischen und aromatisch-aliphatischen Iminen am besten. Sie ist jedoch auch bei Iminen hergestellt aus ungesättigten Aminen (R1 = Alkenyl) möglich. Imine hergestellt aus  Aromatischen Aminen (R1 = Aryl) hingegen gehen ungewollte Nebenreaktionen ein und sind daher kaum geeignet. Je größer der Alkylrest des Halogenalkyls (im Beispiel das Chloralkan R2–Cl)  ist, desto schlechter ist das Ergebnis dieser Aminsynthese. Daher hat sich die Methylgruppe als Alkylrest als besonders geeignet herausgestellt.
Der folgende Mechanismus zeigt die Herstellung sekundärer Amine aus primären Aminen:

Mechanismus der Forster-Reaktion zur Herstellung sekundärer Amine; R^{1}, R^{2} = Alkylgruppe, Arylgruppe; Ar bezeichnet eine Arylgruppe

Zuerst reagiert das primäre Amin mit einem aromatischen Aldehyd (z. B. Benzaldehyd) zu einer Iminoverbindung. Durch Addition eines Halogenalkyls an die Kohlenstoff-Stickstoff-Doppelbindung der Iminoverbindung entsteht ein quartäres Ammoniumsalz. Dieses liefert durch Hydrolyse ein sekundäres Amin.